# The guitar plus me
the guitar plus me（ギター プラス ミー）はシオザワヨウイチによるソロプロジェクト。日本のシンガーソングライター。2000年から活動。通称tgpm。

## 楽曲の特徴
楽曲はアコースティックギターとエレクトロサウンドで構成されたものが多い。
歌詞は全て英詞で、皮肉的なものが多くみられる。

## ディスコグラフィー
アルバム
1. TOUCH ME（2003年3月3日）
2. WATER MUSIC（2004年6月10日）
3. ELECTRIC WATER（2004年11月10日）
4. NEWTOWN NEWTONE（2005年7月25日）
5. SILVER SNOW（2005年12月12日）
6. ZOO（2002年10月27日）
7. 777（2003年10月19日）
8. HIGHWAY（2008年12月3日）
9. 日本語ヲ歌ウ（2009年）シオザワヨウイチ名義音源集
10. made in 90's（2009年）シオザワヨウイチ名義音源集
11. SOFT INSTRUMENTS（2009年）2004年制作未発表インストアルバム
12. MISSING LINK（2009年）シオザワヨウイチ後期～the guitar plus me初期曲集
13. CHRISTMAS GIFT CHRISTMAS GRIFT（2009年）クリスマスミニアルバム
14. suburban photographs（2010年）カセットテープ再発
15. Mirage（2010年）
16. Outlet Mall（2010年）未発表曲、再録曲集
17. CIVILIZATION（2011年）
18. Gourmet Guitar (Five-Star)（2012年）
19. DELUXE (2013年)
20. FAT CAT SQUAD (2014年)

配信シングル
1. sabotage（2008年11月19日）
2. aluminum xmas trees (single version)（2008年11月19日）
3. shoplifter and Santa Claus（2010年12月）
4. build up（2011年2月）
5. DecemBlues（2011年12月）
6. city pop（2012年8月）
7. winter stars (2012年12月)
8. TEKI-PAKI (clean your room) (2013年12月)
9. runaway beach (2014年8月)

カセットテープ
1. King of Home Recording/日本語を歌う（2001年）シオザワヨウイチ名義、2009年CD-R再発
2. suburban photographs（2001年）2010年CD-R再発

オムニバス参加作品
1. KNOW FUTURE Vol.2 (Down Your Tempo)（2001年）
2. minty fresh japan compilation vol.3（2002年）
3. ROCK MOTOWN（2005年）toe loves the guitar plus me名義
4. TOKYO AMERICANA（2010年）